# Molenheide (Land van Cuijk)
Molenheide is een Nederlands natuurgebied dat zich bevindt tussen Mill, Wanroij en Wilbertoord en in het bezit is van de Vereniging Natuurmonumenten. Het heeft een oppervlakte van 235 ha.
Ooit maakte dit gebied deel uit van een uitgestrekt heideveld, waar ooit zelfs een windmolen heeft gestaan. Van 1920-1939 werd dit gebied ontgonnen en beplant met naaldbomen, zoals grove den, en met Amerikaanse eik. Binnenin dit productiebos werd later ook nog een zeer grote pluimveeproefmesterij gevestigd met de naam Canteclaer.
In 2000 werd het gebied verworven door Natuurmonumenten. De pluimveemesterij werd gesloopt en de met stikstof verrijkte bovenlaag werd afgegeschraapt tot op de zandbodem. Aldus ontstond een vlakte die weer tot heidegebied wordt omgevormd zodat er meer ruimte komt voor aan heide gebonden diersoorten als de kleine of levendbarende hagedis. Wat de flora betreft zijn op afgegraven plekken onder meer kleine zonnedauw en moeraswolfsklauw verschenen.
Het beheer is gericht op bevorderen van meer variatie in het terrein. Daarom zijn hier en daar open plekken gemaakt in het bos, ook heeft men de bomen die bij de storm van januari 2007 omvielen bewust zo laten liggen. Een groot deel van het gebied wordt het hele jaar door begraasd met een kleine kudde schotse hooglanders.
Nieuwe paden werden aangelegd en er zijn twee wandelingen uitgezet door het gebied. Met de bovenlaag is onder meer een uitzichtheuvel aangelegd, om het gebied recreatief wat interessanter te maken.